# Enanitos Verdes
Los Enanitos Verdes ("de små grønne dværge") er en rock en español-gruppe fra Argentina, dannet i 1979 i Mendoza.
Gruppen bestod fra 1984 af Marciano Cantero, Felipe Staiti og Daniel Piccolo. Samme år spillede de i Cuyo, og tog senere til Buenos Aires for at indspille en demo, der dog aldrig blev udgivet. Enanitos Verdes fortsatte med at give koncerter i Mendoza og Buenos Aires. Samme år kom Sergio Embroni (guitar og sang) og Tito Dávila (keyboards) med i gruppen, og Los Enanitos Verdes blev udgivet. I 1985 forlod Embrioni gruppen.
I 1986 blev Contrarreloj udgivet, med en kunstnerisk produktion af Andrés Calamaro. Albummet Habitaciones Extrañas blev indspillet i 1987, igen med Calamaro som producent.
En seks måneder lang koncertturne fulgte i 1988, hvor de blandt andre spillede for 50.000 mennesker i Viña del Mar i Chile, 35.000 i Mendoza og 32.000 i Santiago de Chile. Samme år blev Carrousel udgivet, med "Guitarras Blancas" som det største hit.
Gruppen gik i opløsning i 1989 og Marciano Cantero påbegyndte en solokarriere, men i 1992 samledes gruppen igen og indspillede Igual Que Ayer. Efter yderligere fire albummer, udgav Los Enanitos Verdes i 1998 Tracción Acústica, der blev nomineret til en Grammy Award som bedste latin rock-album. Gruppen turnerede i 2003 med Alejandra Guzman. 

## Diskografi
- Los Enanitos Verdes (1984)
- Contrarreloj (1986)
- Habitaciones Extrañas (1987)
- Carrousel (1988)
- Había una Vez (1989)
- Igual que Ayer (1992) – guldalbum
- Big Bang (1994) – platinalbum
- 20 Grandes Éxitos (1995) – største hits
- Guerra Gaucha (1996]
- Planetario (1997)
- Tracción Acústica (1998)
- Néctar (1999)
- Amores Lejanos (2003)
- En Vivo (2005) – live
- Pescado Oríginal (2006)
- Inéditos (2010)
- Live At House of Blues, Sunset Strip (2011) – live
- Tic Tac (2013)

## Ekstern henvisning
- Officielt websted Arkiveret 31. oktober 2020 hos  Wayback Machine